# آية الرجم
آية الرجم، هي النص القرآني الدال على حكم حد الرجم في الإسلام، وهي ليست من آيات القرآن المكتوبة في المصحف باتفاق المسلمين، أي: أنه لا يوجد في المصحف آية تسمى بهذا الاسم، وقد ذكر علماء السنة بأن آية الرجم لم تكتب في المصحف أصلا فليست مما يتلى من القرآن، وإنما كانت مما نزل من القرآن ولم يؤمر الصحابة بكتابته في المصحف، نسخ لفظها أي: رفع مع ما رفع من القرآن، وبقي حكمها الذي دلت عليه وهو: رجم المحصن؛ لوجود أدلة أخرى تدل على الحكم، فهي ثابتة كما في البخاري عن عمر: إن الله بعث محمدًا بالحق، وأنزل عليه الكتاب، فكان مما أنزل الله آية الرجم، فقرأناها وعقلناها ووعيناها، رجم رسول الله ورجمنا بعده، فأخشى إن طال بالناس زمان، أن يقول قائل: والله ما نجد آية الرجم في كتاب الله، فيضلوا بترك فريضة أنزلها الله، والرجم في كتاب الله حق على من زنى إذا أحصن من الرجال والنساء، إذا قامت البينة، أو كان الحبل، أو الاعتراف. انتهى.
بينما ينكر ثبوت نسخ لفظها: الخوارج وبعض المعتزلة وبعض الشيعة، وخالفوا بذلك مذهب جمهور أهل السنة والجماعة. كما إن طائفة من الخوارج، وبعض المعتزلة: أنكروا حد الرجم. وقد ورد ذكر هذه الآية التي كانت قبل النسخ ضمن سورة الأحزاب، نصها: «والشيخ والشيخة إذا زنيا فارجموهما البتة نكالاً من الله والله عزيز حكيم». قرأها الصحابة على عهد رسول الله، ثم رفعها الله مع ما رفع من القرآن، مع بقاء الحكم. وقد روى هذا عدد من الصحابة، ووافقهم الآخرون ولم ينكروا عليهم، وقد وردت شواهد كثيرة عن الصحابة والتابعين والعلماء في كتب التفسير والحديث وأصول الفقه وفروعه وكلها تدل على أن هذه الآية منسوخة لفظًا لا حكمَا، فهي بعد النسخ ليست من الآيات التي نتعبد الله بتلاوتها أما حكم الرجم الذي دلت عليه فلم ينسخ بل هو باقٍ وثابت ومؤكد بالسنة والإجماع.

## صيغتها في كتب الحديث وغيرها
اتفق المسلمون قاطبة على أنه لا يوجد في المصحف آية تسمى آية الرجم، وأن القرآن منقول بالتواتر وهي ليست مذكورة فيه، فليست مما تعبدنا الله بتلاوته، وقد جاء عن أبي بن كعب أنها كانت آية من سورة الأحزاب فرفعها الله مع ما رفع وبقي ما بأيدينا، وأن الصحابة كانوا يعدونها آية من القرآن قرؤوها وعقلوها ووعوها ولم يؤمروا بكتابتها في المصحف.
أصح ما ثبت فيها هو لفظ: «الشيخ والشيخة إذا زنيا فارجموهما البتة نكالاً من الله والله عزيز حكيم». وثبت في صحيحي البخاري ومسلم وفي الموطأ والسنن الكبرى وغيرها من كتب الحديث والتفسير وكتب أصول الفقه وفروعه وفي مواضع متعددة منها بروايات صحيحة ذكر آية الرجم، وأنها كانت أحد آيات سورة الأحزاب، وأن الصحابة قرؤها على عهد رسول الله ووعوها، وكانوا يعدونها آية من القرآن، وأنها نسخت لفظا وبقي حكمها، أي: رفع لفظها مع ما رفع من الآيات القرآنية، حيث أنها لم تكتب في المصحف، فلم تعد بعد النسخ من الآيات القرآنية التي تعبدنا الله بتلاوتها، وبقي حكم حد الرجم للزاني المحصن، وهو ثابت بالإجماع على ما ورد بالسنة النبوية وجرى تنفيذه في العصر النبوي وما بعده، ونسخ آية الرجم لفظا مع بقاء الحكم هو ما ذهب إليه جمهور أهل السنة والجماعة لثبوت نقله بروايات في أصح كتب الحديث المتفق عليها، وأن القول بالنسخ لم يأت برواية شخص واحد بل جاء عن عدد من كبار الصحابة ووافقهم الآخرون ولم ينكروا عليهم، فالقول بالنسخ لا مجال فيه للاجتهاد، بل هو توقيفي وكل ما نسخ من آيات القرآن أو بقي منها فهو بأمر الله تعالى وحكمة فهو المالك الحاكم يفعل ما يشاء، فهو الذي تولى بنفسه حفظ القرآن وضمن ذلك فليس بمقدور أحد أن يحرفه أو يبدله. وآيات القرآن ما نسخ منها وما لم ينسخ كلها كانت محددة ومعروفة ومحفوظة عند الصحابة، وقد نقلت إلينا كما هي وليس فيها زيادة أو نقص. والصحابة عدول مؤتمنون مصدقون وما من أحد من علماء المسلمين إلا وهو يأخذ عنهم، ولا يمكن لأحد أن يزيد في القرآن أو يأتي بآية من عنده لأن الله تعالى حفظ القرآن بقدرته على وجه الإعجاز والتحدي فلا يستطيع أحد معارضة قدرة الله تعالى، كما أن الزيادة تعد افتراء على الله ولا يمكن لأحد من علماء المسلمين في أي زمن السكوت عليها.
وردت آية الرجم في كتب الحديث بألفاظ متعددة، وهي كالتالي:
- عند أهل السنة:

1. الشيخ والشيخة إذا زنيا فارجموهما البتة.[5][6]
2. إذا زنى الشيخُ والشيخةُ فارجُموهما البتةَ.[7]
3. إذا زنى الشيخ والشيخة فارجموهما ألبتة نكالا من الله والله عزيز حكيم.[8]
4. إذا زنيا الشيخ والشيخة فارجموهما ألبتة نكالا من الله والله عزيز حكيم.[9]
5. الشيخ والشيخة إذا زنيا فارجموهما البتة نكالا من الله والله عزيز حكيم.[10][11]
6. الشيخ والشيخة إذا زنيا فارجموهما البتة نكالا من الله والله عليم حكيم.[12]
7. الشيخ والشيخة إذا زنيا فارجموهما البتة نكالا من الله ورسوله.[13][14][15]
8. والشيخ والشيخة إذا زنيا فارجموهما ألبتة نكالا من الله ورسوله.[16]
9. الشيخ والشيخة فارجموهما نكالا من الله ورسوله.[17]
10. الشيخ والشيخة فارجموهما ألبتة بما قضيا من اللذة.[8]
11. الشيخُ والشيخةُ إذا زنيا فارجموهما بما قضيا من اللذةِ.[18]
12. الشيخ والشيخة إذا زنيا فارجموهما البتة بما قضيا من اللذة.[19][20][21]
13. الشيخ والشيخة إذا زنيا فارجموهما البتة بما قضيا من لذتهما.[22]

- عند الشيعة:

1. الشيخ والشيخة فارجموهما البتة بما قضيا الشهوة.[23]
2. والشيخ والشيخة فارجموهما البتة بما قضيا الشهوة.[24]
3. الشيخ والشيخة فارجموهما البتة فإنهما قضيا الشهوة.[25][26]
4. الشيخ والشيخة فارجموهما البتة فانهما قد قضيا الشهوة.[27]
5. الشيخ والشيخة إذا زنيا فارجموهما البتة فإنهما قضيا الشهوة.[28]
6. الشيخ والشيخة إذا زنيا فارجموهما البتة، لأنهما قد قضيا الشهوة.[27]
7. إذا زنى الشيخ والشيخة فارجموهما البتة فإنهما قضيا الشهوة.[29]
8. الشيخ والشيخة إذا زنيا فارجموهما البتة لانهما قد قضيا شهوتهما.[30]
9. الشيخ والشيخة إذا زنيا فأرجموهما البتة نكالا من الله والله شديد العذاب.[31]
10. الشيخ والشيخة إذا زنيا فارجموها البتة فإنهما قضيا الشهوة نكالا من الله والله عليم حكيم.[32]
11. والشيخ والشيخة إذا زنيا فارجموهما البتة، فانهما قضيا الشهوة جزاء بما كسبا نكالا من الله والله عزيز حكيم.[33]
12. إن الشيخ والشيخة إذا زنيا فارجموهما البتة.[34]

### اعتراضات
- قال ابن جرير الطبري في تهذيب الآثار: «وأما قول عمر: لما نزلت أتيت النبي فقلت أكتبنيها، وكأنة كره ذلك، ففيه بيان واضح أن ذلك لم يكن من كتاب الله المنزل كسائر آي القرآن. لأنه لو كان من القرآن، لم يمتنع من إكتابه عمر ذلك، كما لم يمتنع من إكتاب من أراد تعلم شيء من القرآن ما أراد تعلمه منه، وفي إخبار عمر عن رسول الله أنه كره كتابة ما سأله إلا كتابه إياه من ذلك الدليل البين على أن حكم الرجم - وإن كان من عند الله تعالى ذكره - فإنه من غير القرآن الذي يتلى ويسطر في المصاحف».[35]
- ويقول أبو جعفر النحاس الذي ذكر الآية بصيغة «الشيخ والشيخة إذا زنيا فارجموهما البتة بما قضيا من اللذة»: «قال أبو جعفر: وإسناد الحديث صحيح إلا أنه ليس حكمه حكم القرآن الذي نقله الجماعة عن الجماعة ولكنه سنة ثابتة وقد يقول الإنسان كنت أقرأ كذا لغير القرآن والدليل على هذا أنه قال ولولا أني أكره أن يقال زاد عمر في القرآن لزدتها».[36] إذاً فهذا رأي ينفي أن تكون آية الرجم من القرآن أصلاً.
- ويقول محمد الصادق عرجون في كتابه محمد رسول الله: "وقد بينا بيانا شافيا أن ألفاظ ما زعموه آية قرآنية نزلت في وجوب حد الرجم لمن زنى بعد إحصان في رواياتهم (الشيخ والشيخة إذا زنيا فارجموهما البتة نكالا من الله) لم تكن قط من ألفاظ القرآن ولا ألفاظ الحديث الشريف، فلم يستعملا كلمة (الشيخة) في معنى الإحصان ولا كلمة (الشيخ) في هذا المعنى، وكذلك كلمة (البتة) لم ترد في القرآن الحكيم البتة، لا فيما ثبتت قرآنيته بالتواتر ثم نسخ، ولا فيما أحكم فلم ينسخ منه شيء".

هذا وجه إن لم يدلّ صراحة على بطلان الرواية فهو دال على استبعاد نزول آية قرآنية في زعم من رواها قرآنا بألفاظ طرحها القرآن والحديث فلم يستعملاها في المعنى المقصود للرواية، وهذه وجهة لفظية ترجح إلى خصائص القرآن في ألفاظه وملاءمتها في الفصاحة ولطف الأداء، وهي كافية في إلقاء الشك في قرآنية هذا الكلام.
- ويقول الدكتور جمال أبو حسان، الأستاذ المشارك في التفسير وعلوم القرآن بجامعة العلوم الإسلامية العالمية في الأردن: كيف استساغ المسلمون قبول هذا النص الركيك على أنه آية قرآنية؟ فهي تفتقر إلى بلاغة القرآن، وليس فيها صفة الإعجاز، ومضمونها غير معقول أبداً. ويشرح وجوه الركاكة في تلك (الآية) بقوله: "أولاً هي ضعيفة السبك من حيث اللغة، فالشيخ هو كبير السن، والمرأة العجوز لا يقال لها شيخة في لغة العرب، ثانياً: إذا أخذنا بلفظ النص (الشيخ والشيخة) فهذا يعني أن الشاب والشابة المتزوجين إذا زنيا لا يطبق عليهم هذا الحكم لأنه خاص بكبار السن بحسب منطوق ما دُعي أنه آية.

ومن الذين اعترضوا على بقاء حد الرجم في العصر الحديث محمد أبو زهرة (انظر تفسير «زهرة التفاسير» سورة النور: آية 2 وسورة النساء: آية 25) والدكتور مصطفى محمود (انظر كتاب «لا.. رجم للزانية») وعمران حسين والدكتور جمال أبو حسان، الأستاذ المشارك في التفسير وعلوم القرآن بجامعة العلوم الإسلامية العالمية في الأردن، والدكتور محمد المختار الشنقيطي، أستاذ تاريخ الأديان بكلية قطر للدراسات الإسلامية.
- وكان محمد أبو زهرة، أحد كبار علماء الشريعة الإسلامية والقانون في القرن العشرين، قد ألقى ما يشبه القنبلة الفقهية في مؤتمر بليبيا منتصف سبعينيات القرن الماضي حول تطبيق الشريعة الإسلامية، وذلك على حد قول يوسف القرضاوي في مذكراته. فقال إن الإمام أبو زهرة فاجأ الجميع في مؤتمر كبير يجتمع فيه كثير من علماء المسلمين بأن لديه رأيا كتمه منذ عشرين عاما وخاف أن يلقى الله وهو يكتم ما لديه من علم، فيسأله الله عن هذا وبالفعل مات الإمام بعد أن قال فتواه بأشهر، وقد قال: إنى أرى أن الرجم كان شريعة يهودية، أقرها الرسول في أول الأمر، ثم نسخت بحد الجلد في سورة النور، وأن الرجم فقط كان شريعة لليهود تليق بقساوتهم.

واستشهد على الأمر بأن الله تعالى قال في سورة النساء: "فإذا أحصن فإن أتين بفاحشة فعليهن نصف ما على المحصنات من العذاب" (الآية 25 - سورة النساء). وتابع أبو زهرة: "والرجم عقوبة لا تتنصف، فثبت أن العذاب في الآية هو المذكور في سورة النور: "وليشهد عذابهما طائفة من المؤمنين" (الآية 2 - سورة النور) وهو الجلد. وما رواه البخاري في جامعه الصحيح عن عبد الله بن أبي أوفى أنه سئل عن الرجم: هل كان بعد سورة النور أم قبلها؟ فقال: لا أدري. فمن المحتمل جداً أن تكون عقوبة الرجم قبل نزول سورة النور التي نسختها. وقال أيضاً: أن الحديث الذي اعتمدوا عليه، وقالوا: إنه كان قرآناً ثم نسخت تلاوته وبقى حكمه أمر لا يقره العقل، لماذا تنسخ التلاوة والحكم باق؟ وما قيل: إنه كان في صحيفته فجاءت الداجن وأكلتها لا يقبله منطق.
وحذر سالم عبد الجليل، وكيل وزارة الأوقاف الأسبق، وأستاذ الثقافة الإسلامية بجامعة مصر للعلوم والتكنولوجيا، من تكفير أي مسلم يعتقد أن حد الرجم ليس باق في الإسلام، وأن كل إنسان حر فيما يؤمن به ويعتقده، لأن محمد أبو زهرة قد صرح بذلك وهو من كبار علماء الفقه والشريعة الإسلامية.
- شكك محمد بن صالح العثيمين: على أن يكون لفظ «الشيخ والشيخ إن زنيا فارجموهما البتة» هو لفظ آية الرجم، قال: «ولا تطابق (الشيخ والشيخة إذا زنيا فارجموهما) الحكم الثابت الآن، لأن الحكم الثابت الآن معلق بالإحصان لا بالشيخوخة، والآية إن صحت الشيخ والشيخة تعلق الحكم بالشيخوخة لا بالإحصان، وبينهما فرق فقد يكون الشيخ غير محصن يعني لم يتزوج ومع ذلك لا يرجم، ومقتضى الآية أن يرجم لأنه شيخ، وقد يكون المحصن شاباً فيرجم مقتضى الآية إن صحت أنه لا يرجم، ولذلك هذه الآية الشيخ والشيخة إذا زنيا فارجموهما ألبتة نكالاً من الله والله عزيز حكيم، في القلب من صحتها شيء وإن كانت قد وردت في السنن وفي المسند وفي ابن حبان، لكن في القلب منها شيء لأن حديث عمر رضى الله عنه الذي أشار إلى آية الرجم قال وإن الرجم حق ثابت في كتاب الله على من زنى إذا أحصن، إذا أحصن فمقتضى هذا اللفظ الثابت في الصحيحين أن الآية المنسوخة قد علقت الحكم بالإحصان لا بالشيخوخة، ولهذا يجب التحرز من القول بأن الآية المنسوخة بهذا اللفظ أي بلفظ الشيخ والشيخة إذا زنيا فارجموهما ألبتة لأن إثبات أن هذه هي الآية المنسوخة معناها إثبات أنها من كلام الله، وكلام الله سبحانه وتعالى حسب الحكم الشرعي الثابت الآن مقيد بالإحصان لا بالشيخوخة وهو في الحديث الذي في الصحيحين عن عمر يدل أيضاً على أن الآية المنسوخة قد علقت الحكم بالإحصان لا بالشيخوخة».[44]

## ثبوت آية الرجم في كتب الحديث
«عن ابن عباس قال كنت أقرئ رجالا من المهاجرين منهم عبد الرحمن بن عوف فبينما أنا في منزله بمنى وهو عند عمر بن الخطاب في آخر حجة حجها إذ رجع إلي عبد الرحمن فقال لو رأيت رجلا أتى أمير المؤمنين اليوم فقال يا أمير المؤمنين هل لك في فلان يقول لو قد مات عمر لقد بايعت فلانا فوالله ما كانت بيعة أبي بكر إلا فلتة فتمت فغضب عمر ثم قال: إني إن شاء الله لقائم العشية في الناس فمحذرهم هؤلاء الذين يريدون أن يغصبوهم أمورهم قال عبد الرحمن فقلت يا أمير المؤمنين لا تفعل فإن الموسم يجمع رعاع الناس وغوغاءهم فإنهم هم الذين يغلبون على قربك حين تقوم في الناس وأنا أخشى أن تقوم فتقول مقالة يطيرها عنك كل مطير وأن لا يعوها وأن لا يضعوها على مواضعها فأمهل حتى تقدم المدينة فإنها دار الهجرة والسنة فتخلص بأهل الفقه وأشراف الناس فتقول ما قلت متمكنا فيعي أهل العلم مقالتك ويضعونها على مواضعها فقال عمر أما والله إن شاء الله لأقومن بذلك أول مقام أقومه بالمدينة قال ابن عباس فقدمنا المدينة في عقب ذي الحجة فلما كان يوم الجمعة عجلت الرواح حين زاغت الشمس حتى أجد سعيد بن زيد بن عمرو بن نفيل جالسا إلى ركن المنبر فجلست حوله تمس ركبتي ركبته فلم أنشب أن خرج عمر بن الخطاب فلما رأيته مقبلا قلت لسعيد بن زيد بن عمرو بن نفيل ليقولن العشية مقالة لم يقلها منذ استخلف فأنكر علي وقال ما عسيت أن يقول ما لم يقل قبله فجلس عمر على المنبر فلما سكت المؤذنون قام فأثنى على الله بما هو أهله ثم قال أما بعد فإني قائل لكم مقالة قد قدر لي أن أقولها لا أدري لعلها بين يدي أجلي فمن عقلها ووعاها فليحدث بها حيث انتهت به راحلته ومن خشي أن لا يعقلها فلا أحل لأحد أن يكذب علي: إن الله بعث محمدا {{ﷺ }} بالحق، وأنزل عليه الكتاب فكان مما أنزل الله آية الرجم فقرأناها وعقلناها ووعيناها رجم رسول الله ﷺ  ورجمنا بعده فأخشى إن طال بالناس زمان أن يقول قائل والله ما نجد: "آية الرجم" في كتاب الله فيضلوا بترك فريضة أنزلها الله، والرجم في كتاب الله حق على من زنى إذا أحصن من الرجال والنساء إذا قامت البينة أو كان الحبل أو الاعتراف...الحديث».

### سورة الأحزاب
سورة الأحزاب إحدى سور القرآن، وكانت تعد آية الرجم قبل نسخها: آية من سورة الأحزاب، عند الصحابة الذين قرؤوها ووعوها، فقد جاء:
«عن زر بن حبيش قال: قال لي أبي بن كعب: كم تعدون سورة الأحزاب؟ قلت ثلاثا وسبعين آية، قال: فوالذي يحلف به أُبَيٌّ إن كانت لتعدل سورة البقرة أو أطول، ولقد قرأنا منها آية الرجم: "الشيخ والشيخة إذا زنيا فارجموهما البتة نكالا من الله والله عزيز حكيم"».
«عن عائشة قالت: كانت سورة الأحزاب تعدل على عهد رسول الله ﷺ  مائتي آية، فلما كتب المصحف لم يقدر منها إلا على ما هي الآن. قال أبو بكر: فمعنى هذا من قول أم المؤمنين عائشة: أن الله تعالى رفع إليه من سورة الأحزاب ما يزيد على ما عندنا».

## ثبوت آية الرجم قبل النسخ
إتفق جمهور أهل السنة والجماعة على أن آية الرجم: كانت إحدى الآيات القرآنية المنزلة من عند الله تعالى، وأن الصحابة قرءوها على عهد رسول الله ﷺ وعقلوها ووعوها، ثم نسخ لفظها وبقي حكمها وهو حكم الرجم. وأن النسخ لا يكون إلا بأمر الله تعالى وحكمة، وقد ثبث حكم حد الرجم بأدلة مستفيضة، وشواهد متعددة، ومنها حديث:
«عن عبد الله بن عباس عن عمر بن الخطاب أنه قال، وهو جالس على منبر رسول الله : "إن الله قد بعث محمدا ﷺ  بالحق. وأنزل عليه الكتاب. فكان مما أنزل عليه آية الرجم. فقرأناها ووعيناها وعقلناها. رجم رسول الله {{ﷺ }} ورجمنا بعده، فأخشى إن طال بالناس زمان، أن يقول قائل: ما نجد الرجم في كتاب الله، فيضلوا بترك فريضة أنزلها الله، وإن الرجم في كتاب الله حق على من زنى إذا أحصن، من الرجال والنساء، إذا قامت البينة، أو كان الحبل،  أو الاعتراف».

### رجم الثيب في الزنى
وفي صحيح مسلم: «عن عبد الله بن عباس يقول قال عمر بن الخطاب وهو جالس على منبر رسول الله ﷺ : إن الله قد بعث محمدا ﷺ  بالحق وأنزل عليه الكتاب فكان مما أنزل عليه آية الرجم قرأناها ووعيناها وعقلناها فرجم رسول الله ﷺ  ورجمنا بعده فأخشى إن طال بالناس زمان أن يقول قائل ما نجد الرجم في كتاب الله فيضلوا بترك فريضة أنزلها الله وإن الرجم في كتاب الله حق على من زنى إذا أحصن من الرجال والنساء إذا قامت البينة أو كان الحبل أو الاعتراف وحدثناه أبو بكر بن أبي شيبة وزهير بن حرب وابن أبي عمر قالوا حدثنا سفيان عن الزهري بهذا الإسناد».
قوله: فكان مما أنزل الله عليه آية الرجم قرأناها ووعيناها وعقلناها قال النووي: أراد بآية الرجم: «الشيخ والشيخة إذا زنيا فارجموهما ألبتة...» وهذا مما نسخ لفظه وبقي حكمه، وقد وقع نسخ حكم دون اللفظ، وقد وقع نسخهما جميعا، فما نسخ لفظه ليس له حكم القرآن في تحريمه على الجنب ونحو ذلك. وفي ترك الصحابة كتابة هذه الآية دلالة ظاهرة: أن المنسوخ لا يكتب في المصحف، وفي إعلان عمر بالرجم وهو على المنبر وسكوت الصحابة وغيرهم من الحاضرين عن مخالفته بالإنكار دليل على ثبوت الرجم.
قوله: «فأخشى إن طال بالناس زمان أن يقول قائل : ما نجد الرجم في كتاب الله فيضلوا بترك فريضة». قال النووي: هذا الذي خشيه قد وقع من الخوارج ومن وافقهم.
قوله: «وإن الرجم في كتاب الله حق على من زنى إذا أحصن، من الرجال والنساء...»
حكى النووي: الإجماع على ثبوت حد الرجم على الزاني المحصن، إن شهد بذلك أربعة شهود ذكور عدول، يشهدون على نفس الزنا، أو يقر هو بذلك.
«وأما الحبل وحده فمذهب عمر بن الخطاب، رضي الله عنه، وجوب الحد به، إذا لم يكن لها زوج ولا سيد، وتابعه مالك وأصحابه. وقال الشافعي وأبو حنيفة وجماهير العلماء: لا حد عليها بمجرد الحبل مطلقاً؛ لأن الحدود تسقط بالشبهات».

### توضيح
تضمن حديث عمر بن الخطاب إلى الناس بصفته خليفة رسول الله ﷺ ومبلغا عنه والقائم بأمر الأمة الإسلامية، والذين تحدث إليهم معظمهم من الصحابة، والذي تحدث عنه هو: حكم حد الرجم الذي ثبت عند الصحابة، بقصد استظهار إقرارهم بما عرفوه وتلقوه من الأحكام ليتحملوا مسؤلية البيان والتبليغ لمن بعدهم. وقال: إن الله بعث نبيه محمداً ﷺ بالحق، أي: مبلغاً ومبينا للناس ما أنزل الله عليه. وأنزل عليه الكتاب وكان مما أنزل من القرآن آية الرجم، قرأناها ووعيناها وعقلناها، ورجم رسول الله ﷺ ورجمنا بعده.
والمعنى: أنه أراد منهم أن يتحملوا مسؤلية تبليغ وبيان هذه الأحكام التي تقررت في السابق، وانتهى الأمر بالاتفاق على هذا ولم ينكروا عليه، إذ لو كان في الأمر أي مخالفة لما وافقوه، كما أن ما هو مقرر عند الجميع ومعلوم مسبقا؛ لا يلزم أن يتحدث عنه ويرويه كل فرد.

#### أهم الأسباب
الإهتمام بهذا الموضوع لم يقصد منه تقرير ما هو مقرر فقط بل هناك عدة أسباب من أهمها:
- حث الصحابة على تبليغ الأحكام الشرعية وبيانها للناس وخصوصا ما يخفى منها غالبا.
- أن عدم ظهور الزنا بسبب صلاح الناس، أو لأنه مما يخفى غالبا، كما أن ستر مثل هذه الأمور وعدم التحدث عنها مما يطلب في الشرع الإسلامي كل هذا قد يؤدي إلى ترك حكم شرعي.
- أهم الأسباب؛ هو أن نسخ لفظ آية الرجم قد يؤدي إلى إنكار حكم الرجم بحجة أنة لم يوجد في القرآن حكم الرجم وهذا ما كان يخشاه عمر وقد حدث بعده بالفعل، حيث ظهر من ينكر حد الرجم.

## نسخ آية الرجم لفظا لا حكما
ثبت في صحيحي البخاري ومسلم وفي الموطأ والسنن الكبرى وغيرها من كتب الحديث نسخ آية الرجم لفظا لا حكما أي: أنها بعد النسخ لم تعد من الآيات القرآنية التي تعبدنا الله بتلاوتها، وبقي حكم الرجم الذي دلت عليه.
- قال السيوطي في كتاب الإتقان في علوم القرآن أن آية الرجم مما نسخ لفظها وبقي حكمها.[54]
- جاء في تفسير القرطبي أن آية الرجم كانت أحد آيات سورة الأحزاب ثم نسخ لفظها وبقي حكمها.[55]
- ذكر الشوكاني في كتاب فتح القدير أن آية الرجم كانت آية تتلى ويقرأها الصحابة وكانت في سورة الأحزاب، وكانت تعادل سورة البقرة ثم نسخت لفظا وبقي الحكم الذي دلت عليه.[56]
- ذكر القرطبي في تفسير سورة الأحزاب أنها مدنية وعدد آياتها ثلاث وسبعون آية، وكان منها آية الرجم 《الشيخ والشيخة إذا زنيا فارجموهما البتة نكالاً من الله والله عزيز حكيم》 وذكر قول أبي ابن كعب -من كبار قراء الصحابة- أنه بعد جمع المصحف قال: كم تعدون سورة الأحزاب قيل ثلاثا وسبعين آية قال: 《والذ يحلف به أبي ابن كعب إن كانت لتعدل سورة البقرة أو أطول ولقد قرأنا منها آية الرجم الشيخ والشيخة إذا زنيا فارجموهما البتة نكالاً من الله والله عزيز حكيم》. وفي كلامه أن الله رفع من سورة الأحزاب ما رفع وبقي ما بأيدينا.[57]
- ذكر الزمخشري في تفسير الكشاف في تفسير سورة الأحزاب أنها كانت آية منها ثم نسخ لفظها وبقي حكمها.[58]

## أدلة النسخ
استدل العلماء على نسخ آية الرجم لفظا مع بقاء الحكم بأدلة منها:
- أن القول بنسخ آية الرجم لفظا لا حكما؛ ثبت بالنقل في أصح الكتب المتفق عليها فقد ورد في الصحيحين البخاري ومسلم وفي الموطأ والسنن الكبرى وغيرها من كتب الحديث والتفسير والفقه ولم تقتصر على راو واحد أو كتاب واحد.
- أن هذا القول لم يتفرد به واحد من الصحابة بل رواة عدد من الصحابة المتفق على عدالتهم وأقرهم الآخرون ولم ينكروا عليهم لو كان القول بالنسخ غير صحيح لما وافقوهم.
- أن النسخ توقيفي لا مجال فيه للإجتهاد بل هو بأمر الله تعالى وحكمة.
- أن الله تعالى ضمن حفظ القرآن، وأن آياته كانت معلومة ومحددة.
- أن نسخ اللفظ دون الحكم نوع من النسخ لأن اللفظ دليل للحكم فلا يلزم منه نسخ الحكم لثبوته بأدلة أخرى.
- جاء في كتاب عمدة القاري شرح صحيح البخاري أن بعض الخوارج وبعض المعتزلة أنكروا الرجم وأنكروا نسخ اللفظ دون الحكم، وقد رد عليهم العلماء بأن آية الرجم منسوخة بشهادة الصحابة وتوافقهم الذي ثبت في أصح الكتب والمخالفة تبنى على أن آية الرجم لا يخلو من أن تكون ثابة أو غير ثابتة، والقول بعدم ثبوتها يستلزم تكذيب جمهور العلماء من الصحابة فمن بعدهم وهذا مردود فيلزم إثبات الأية وهو لا يخلو من أن تكون منسوخة أو غير منسوخة، والقول بأنها غير منسوخة مردود أيضا حيث لم توجد آية الرجم في المصحف، فيلزم كونها منسوخة، والقول بنسخها لفظا وحكما مردود أيضا لأن حكم حد الرجم للمحصن ثابت بأدلة مستفيضة من السنة النبوية وإجماع الصحابة ومن بعدهم فيلزم القول بنسخ اللفظ دون الحكم.[59]

## تعليل الفقهاء لنسخها
ويعلل بعض فقهاء السنة نسخ لفظها بأنه ابتلاء من الله. ويقول آخرون أن الحكمة منه بيان فضل هذه الأمة على الأمة اليهودية التي يروى أنها كتمت أو حاولت أن تكتم ما كان موجوداً في كتابها بما فيه آية الرجم فقد ثبت في صحيح البخاري وفي صحيح مسلم وغيرهماحديث:
《عن عبد الله بن عمر رضي الله عنهما أنه قال: (إن اليهود جاءوا إلى رسول الله، فذكروا له أن امرأة منهم ورجلاً زنيا، فقال لهم رسول الله : ما تجدون في التوراة في شأن الرجم؟ فقالوا: نفضحهم، ويجلدون، قال عبد الله بن سلام : كذبتم؛ إن فيها آية الرجم، فأتوا بالتوراة فنشروها، فوضع أحدهم يده على آية الرجم، فقرأ ما قبلها وما بعدها، فقال له عبد الله بن سلام: ارفع يدك، فرفع يده فإذا فيها آية الرجم، فقال: صدق يا محمد، فأمر بهما النبي فرجما، قال: فرأيت الرجل يجنأ على المرأة يقيها الحجارة》.

## أدلة من كتب العلماء

كتاب لوامع الأهلة والنجم في جوامع أدلة الرجم للشيخ الدكتور جميل حليم الحسيني.

قال ابن قدامة في المغني (الكلام في هذه المسألة في فصول ثلاثة: (أحدهما) في وجوب الرجم على الزاني المحصن، رجلاً كان أو امرأة. وهذا قول عامة أهل العلم من الصحابة والتابعين ومن بعدهم من علماء الأمصار في جميع الأعصار، ولا نعلم فيه مخالفاً إلا الخوارج فإنهم قالوا: الجلد للبكر والثيب).
وقال مبينا أدلة الرجم (قد ثبت الرجم عن رسول الله صلى الله عليه وآله وسلم بقوله وفعله، في أخبار تشبه التواتر، وأجمع عليه أصحاب رسول الله ﷺ .. وقد أنزله الله تعالى في كتابه، وإنما نسخ رسمه دون حكمه،
فروي عن عمر بن الخطاب أنه قال: إن الله بعث محمداً ﷺ بالحق، وأنزل عليه الكتاب، فكان فيما أنزل عليه آية الرجم فقرأتها وعقلتها ووعيتها، ورجم رسول الله صلى الله عليه وآله وسلم ورجمنا بعده، فأخشى إن طال بالناس زمان أن يقول قائل: ما نجد الرجم في كتاب الله، فيضلوا بترك فريضة أنزلها الله تعالى، فالرجم حق على من زنا إذا أحصن من الرجال والنساء إذا قامت البينة أو كان الحبل، أو الاعتراف، وقد قرأ بها (الشيخ والشيخة إذا زنيا فارجموهما البتة نكالاً من الله والله عزيز حكيم) متفق عليه.
وحكم الرجم وتقريره والرد على من أنكره مستفيض ذكره في مصنفات أهل العلم، ومن ذلك كتب التفسير، عند تفسير الآية الثانية من سورة النور، وكتب الحديث في أبواب الحدود والأحكام والاعتصام بالكتاب والسنة والنكاح. وكتب الفقه في باب حد الزنا، وفي بعض كتب العقائد، في معرض الرد على الخوارج..

## النسخ
النسخ في علم أصول الفقه هو جزء من التشريع الإسلامي،
وهو ثابت بنص القرآن والسنة النبوية وبالإجماع ويشمل: نسخ اللفظ دون الحكم، ونسخ الحكم دون اللفظ، ونسخ اللفظ والحكم معا.
ورجم الثيب ثبت بالتواتر، وآية الرجم التي ذكرت بلفظ: «الشيخ والشيخة إذا زنيا فارجموهما البتة نكالاً من الله والله عزيز حكيم» هكذا وردت، وكانت في سورة الأحزاب، وكان العمل بها ثم نسخ لفظها وبقي حكمها بمعنى: أنها لم تعد آية تتلى وأما ما تضمنته وهو (حكم رجم الشيخ والشيخة) فسره الإمام مالك في الموطأ بالثيب والثيبة؛ فهو باق لثبوت بقاء العمل به بالسنة النبوية في العصر النبوي، وما بعده.

### في علوم القرآن
قال ال في بداية تفسير سورة الأحزاب: «وهي ثلات وسبعون آية. وكانت هذه السورة تعدل سورة البقرة. وكانت فيها آية الرجم: "الشيخ والشيخة إذا زنيا فارجموهما البتة نكالا من الله والله عزيز حكيم". ذكره أبو بكر الأنباري عن أبي بن كعب، وهذا يحمله أهل العلم على أن الله تعالى رفع من الأحزاب إليه ما يزيد على ما في أيدينا، وأن آية الرجم رفع لفظها. وقال: هذا وجه من وجزه النسخ»."
وعن عائشة قالت: «كانت سورة الأحزاب تعدل على عهد رسول الله ﷺ  مائتي آية، فلما كتب المصحف لم يقدر منها إلا على ما هي الآن. قال أبو بكر: فمعنى هذا من قول أم المؤمنين عائشة: أن الله تعالى رفع إليه من سورة الأحزاب ما يزيد على ما عندنا».
«عن زر قال: قال لي أبي بن كعب: كم تعدون سورة الأحزاب؟ قلت ثلاثا وسبعين آية، قال: فوالذي يحلف به أبي بن كعب إن كانت لتعدل سورة البقرة أو أطول، ولقد قرأنا منها آية الرجم: "الشيخ والشيخة إذا زنيا فارجموهما البتة نكالا من الله والله عزيز حكيم"».
قال ا «أراد أبي أن ذلك من جملة ما نسخ من القرآن. وأما ما يحكى من أن تلك الزيادة كانت في صحيفة في بيت عائشة فأكلتها الداجن فمن تأليف الملاحدة والروافض».
وذكر السيوطي: الضرب الثالث من ضروب النسخ وهو: ما نسخ تلاوته دون حكمه، وذكر أن أمثلة هذا الضرب كثيرة، وذكر منها: «عن ابن عمر، قال: لا يقولن أحدكم: قد أخذت القرآن كله، وما يدريه ما كله، قد ذهب منه قرآن كثير، ولكن ليقل: قد أخذت منه ما ظهر». 
«عن عائشة، قالت: كانت سورة الأحزاب تقرأ في زمن النبي {{ﷺ }}: مائتي آية، فلما كتب عثمان المصاحف لم يقدر منها إلا على ما هو الآن». 
«عن عاصم بن أبي النجود، عن زر بن حبيش قال: قال لي أبي بن كعب: كأي تعد سورة الأحزاب؟ قلت اثنتين وسبعين آية أو ثلاثة وسبعين آية. قال: إن كانت لتعدل سورة البقرة، وإن كنا لنقرأ فيها آية الرجم. قلت: وما آية الرجم؟ قال: "إذا زنى الشيخ والشيخة فارجموهما ألبتة نكالا من الله والله عزيز حكيم"».

## ثبوت حد الرجم في الإسلام
حد الرجم هو أحد أحكام الحدود الثابتة في الشرع على الزاني المحصن، وهو ثابت بإجماع الصحابة ومن بعدهم. وهو مذهب جمهور الفقهاء والمحدثين. وفي شرح النووي على صحيح مسلم أن الخوارج وبعض من وافقهم أنكروا حد الرجم. وجاء في
فتح الباري شرح صحيح البخاري أن الخوارج وبعض المعتزلة أنكروا حد الرجم بحجة أنه لا يوجد في القرآن ما يدل على الرجم، ومن لازم هذا أنهم لم يحتجوا بأقوال الصحابة.

### أدلة ثبوت حد الرجم في السنة النبوية
ثبت في الصحيحين وغيرهما من كتب الحديث المعتمدة، روايات صحيحة متعددة، تدل على ثبوت حد الرجم للزاني المحصن، منها: حديث يدل على واقعة تضمنت ثبوت حكم الرجم عند اليهود وأن بعض اليهود الذين كانوا في المدينة المنورة جاؤا إلى رسول الله {{ﷺ }}؛ ليحكم في حادثة زنا، فسألهم عما في التوراة في الزاني المحصن فقالوا: تسويد الوجه بالفحم والإهانة وكان هذا غير الحقيقة، التي ظهرت منها آية الرجم في التوراة. وقد أمر رسول الله ﷺ باليهوديين فرجما وهذا يدل على ثبوت حد الرجم في الإسلام الموافق لما في التوراة عند اليهود.
ونص الحديث:
«عن ابن عمر رضي الله عنهما قال: أتي رسول الله ﷺ بيهودي ويهودية قد أحدثا فقال: ما تجدون في كتابكم؟ قالوا: إن أحبارنا أحدثوا تحميم الوجه والتجيبة قال عبد الله بن سلام: أدعهم يارسول الله بالتوراة، فأتى بها فوضع أحدهم يده على آية الرجم فجعل يقرأ ما قبلها وما بعدها فقال له عبد الله بن سلام ارفع يدك فإذا آية الرجم تحت يده فأمر بهما رسول الله فرجما. قال ابن عمر فرجما عند البلاط فرأيت اليهودي أجنأ عليها». وهو دليل على ثبوت حد الرجم، بحكم الله، في الشرع الإسلامي، موافقا لما في حكم به الله تعالى في التوراة، وليس معناه أن المسلمين أخذوا الحكم تقليدا لليهود. وإقامة حد الرجم لا يعقل أن يطبق بشهادة الصحابة: إلا بوحي من عند الله تعالى.
وورد في صحيح البخاري:
«عن علي حين رجم المرأة يوم الجمعة وقال: قد رجمتها بسنة رسول الله ﷺ». يعنى: إنه إذا لم يوجد في المصحف ما يدل على الرجم؛ فإن الحكم ثابت بالسنة النبوية.
«عن جابر أن رجلا من أسلم جاء النبي ﷺ  فاعترف بالزنا فأعرض عنه النبي ﷺ  حتى شهد على نفسه أربع مرات قال له النبي ﷺ  أبك جنون قال لا قال آحصنت قال نعم فأمر به فرجم بالمصلى فلما أذلقته الحجارة فر فأدرك فرجم حتى مات فقال له النبي ﷺ  خيرا وصلى عليه لم يقل يونس وابن جريج عن الزهري فصلى عليه سئل أبو عبد الله فصلى عليه يصح قال رواه معمر قيل له رواه غير معمر قال لا».
«عن عائشة قالت اختصم سعد وابن زمعة فقال النبي ﷺ  هو لك يا عبد بن زمعة الولد للفراش واحتجبي منه يا سودة. زاد لنا قتيبة عن الليث وللعاهر الحجر».
«عن جابر أن رجلا من أسلم جاء النبي ﷺ  فاعترف بالزنا فأعرض عنه النبي ﷺ  حتى شهد على نفسه أربع مرات قال له النبي ﷺ  أبك جنون قال لا قال آحصنت قال نعم فأمر به فرجم بالمصلى فلما أذلقته الحجارة فر فأدرك فرجم حتى مات فقال له النبي ﷺ  خيرا وصلى عليه لم يقل يونس وابن جريج عن الزهري فصلى عليه سئل أبو عبد الله فصلى عليه يصح قال رواه معمر قيل له رواه غير معمر قال لا».

## جمع القرآن

### القرآن
القرآن هو معجزة الله المنزل بالوحي، والمأخوذ بالتلقي. لفظه ومعناه من عند الله وقد ضمن الله جمعه،  وحفظه،  فلا يمكن لمخلوق أن يغيره وترتيبة، وناسخة ومنسوخه، كل من عند الله تعالى وبأمره، لا مجال فيه للإجتهاد. فلله وحده تبديل ونسخ ما شاء وإبقاء وإثبات  ما شاء، وهو ما كان في فترة نزول الوحي المخصوص بالعصر النبوي، الذي استقر فيه ما أثبته الله تعالى. والآيات القرآنية بحسب ذلك قسمان:
- القسم الأول: ما استقر بأيدينا في آخر عصر النبوة؛ وهو ما صدر للصحابة الأمر المؤكد بإثباته ونقله، واستقر الأمر عليه، فكانت كل آياته معلومة ومحفوظة، وأما جمع القرآن بعد العصر النبوي؛ فهو عملية تكميلية لحفظ القرآن بكتابته في مصحف واحد بعد ما كان في مواضع متفرقة. وهو المنقول بالتواتر، وعليه إجماع المسلمين. وآياته ثابته الحكم والتلاوة، ويوجد في بعضها الناسخ أو المنسوخ، ولا يثبت فيه النسخ إلا بالإجماع والنقل المتواتر لما ثبت في عصر النبوة.
- القسم الثاني: ما نزل من الآيات القرآنية وثبتت قرآنيته، ثمَّ استقر الأمر في آخر عصر النبوة بعدم كتابته، وهو ما رفعه الله إليه، ومنه المنسوخ والمنسأ، أو غير المثبت. ولم يتعبدنا الله بتلاوته، ولا يلزم تواتره ولا نقله بالإجماع لأن القرآن قبل جمعه في العصر النبوي كان يتلقاه أفراد من الصحابة ولم يكن متواترا إلا بعد ذلك.